# Terminologia
Terminologia é um conjunto determinado de vocábulos próprios de uma ciência, de uma arte, de um ofício ou de uma profissão, sendo estudo dos termos técnicos usados por exemplo em ciências especificas ou artes em geral.
Existem também a terminologia teórica que é o conjunto de diretrizes e princípios que regem a compilação, formação de termos e estruturação de campos conceituais. Há outra terminologia que é a concreta, ou seja, é o conjunto de termos que representam sistemas de conceitos relacionados a uma língua de especialidade ou área de atividade particular.
Constantemente esta ciência é confundida com a Lexicologia, que é um ramo linguístico que tem por objetivo o estudo científico de uma grande quantidade de palavras de um determinado idioma, contudo a Terminologia se apropria tão somente dos termos técnicos, não aceitando dubiedade na semântica.
Terminologia também se refere a uma disciplina mais formal que estuda sistematicamente a rotulação e a designação de conceitos particulares a um ou vários assuntos ou campos de atividade humana, por meio de pesquisa e análise dos termos em contexto, com a finalidade de documentar e promover seu uso correto. Este estudo pode ser limitado a uma língua ou pode cobrir mais de uma língua ao mesmo tempo (terminologia multilíngue, bilíngue, trilíngue etc.).
Na tradução, a gestão da terminologia é um elemento central de uma boa legibilidade e correção técnica de textos traduzidos. Os tradutores profissionais administram a terminologia na forma de glossários bilíngues, usando ferramentas de controle de qualidade que fazem com que o mesmo termo técnico seja traduzido uniformemente em todo o texto.